# Mulungu dalitsa Malaŵi
Mulungu dalitsa Malaŵi (chichewa: "Dios bendiga a Malaui")  es el himno nacional de Malaui. Fue compuesto por Michael-Fredrick Paul Sauka, quien también escribió la letra. Fue adoptado en 1964 como resultado de un concurso.

## Letra en chichewa
Mulungu dalitsa Malaŵi,
Mumsunge m'mtendere.
Gonjetsani adani onse,
Njala, nthenda, nsanje.
Lunzitsani mitima yathu,
Kuti tisaope.
Mdalitse Mtsogo leri nafe,
Ndi Mayi Malaŵi.

Malaŵi ndziko lokongola,
La chonde ndi ufulu,
Nyanja ndi mphepo ya m'mapiri,
Ndithudi tadala.
Zigwa, mapiri, nthaka, dzinthu,
N'mphatso zaulere.
Nkhalango, madambo abwino.
Ngwokoma Malaŵi.

O Ufulu tigwirizane,
Kukweza Malaŵi.
Ndi chikondi, khama, kumvera,
Timutumikire.
Pa nkhondo nkana pa mtendere,
Cholinga n'chimodzi.
Mayi, bambo, tidzipereke,
Pokweza Malaŵi.

## Letra eninglés
O God bless our land of Malawi,
Keep it a land of peace.
Put down each and every enemy,
Hunger, disease, envy.
Join together all our hearts as one,
That we be free from fear.
Bless our leader,
each and every one,
And Mother Malawi.
Our own Malawi, this land so fair,
Fertile and brave and free.
With its lakes, refreshing mountain air,
How greatly blest are we.
Hills and valleys, soil so rich and rare
Give us a bounty free.
Wood and forest, plains so broad and fair,
All - beauteous Malawi.
Freedom ever, let us all unite
To build up Malawi.
With our love, our zeal and loyalty,
Bringing our best to her.
In time of war, or in time of peace,
One purpose and one goal.
Men and women serving selflessly
In building Malawi.

## Letra en español
Dios bendiga Malaui
Que siga siendo una tierra de paz.
derrota a todo enemigo:
Hambre, Enfermedad, Envidia.
Juntemos nuestros corazones en uno,
así estaremos libres del miedo.
Bendecid todos a nuestro líder,
Y a la Madre Malaui

Nuestra propia Malaui,
esta tierra tan bella,
Fértil, valiente y libre.
con sus lagos, su refrescante aire montañoso,
cuán grandemente bendecidos somos.
Colinas y valles, suelo tan rico y único,
danos una libre generosidad,
Madera y bosque, llanuras tan amplias y bellas,
Todo - Hermosa Malaui.

Libertad siempre, unámonos todos
para edificar Malaui
Con nuestro amor, nuestro celo y lealtad,
dándole a ella lo mejor
En tiempo de guerra o en tiempo de paz,
un propósito y un fin:
Hombres y mujeres sirviendo sin egoísmo
a la construcción de Malaui
- Datos: Q215077